# Стивенс, Бринк
Бринк Стивенс (англ. Brinke Stevens; имя при рождении — Шарлин Элизабет Бринкман (англ. Charlene Elizabeth Brinkman) род. 20 сентября 1954, Сан-Диего, Калифорния) — американская актриса кино и телевидения, модель, продюсер и сценарист. Уроженка Сан-Диего, Стивенс до того, как стать актрисой, первоначально строила карьеру морского биолога, получила степень бакалавра биологии в Государственном университете Сан-Диего, а затем изучала морскую биологию в Институте океанографии Скриппса. Не найдя работу в области биологии, Стивенс начала работать моделью в Лос-Анджелесе в 1980 году, а также стала подрабатывать в кино.
Её первая крупная роль была в слэшере «Кровавая вечеринка» (1982). В дальнейшем она снялась во многих фильмах ужасов, и стала признанной «королевой крика».

## Биография

### Ранние годы и образование
Шарлин Элизабет Бринкман родилась 20 сентября 1954 года в городе Сан-Диего (штат Калифорния, США) в семье Чарльза Бринкмана II, авиационного клепальщика, и Лоррейн Бринкман. У Шарлин есть младший брат Керри (род. 1956), который стал химиком. Шарлин имеет немецкие и монгольские корни (по собственным словам, на 3/4 и 1/4, соответственно). Выросла девушка в небольшом калифорнийском поселении Крест. Училась в старшей школе «Гранитные холмы» в Эль-Кахоне, обладая высоким интеллектом, она стала членом общества «Менса» ещё обучаясь в старшей школе. В подростковом возрасте она была фанаткой «Звёздного пути» и часто посещала конвенции, посвященные научной фантастике. В 1974 году она приняла участие в San Diego Comic Con и заняла первое место на первом бале-маскараде, она предстала перед публикой в эротическом костюме Вампиреллы. После победы она продолжала участвовать в косплее на Comic Con в течение многих лет.
Она получила степень бакалавра биологии и психологии в Государственном университете Сан-Диего, а затем поступила на изучение морской биологии в Институт океанографии Скриппса в Ла-Холье, Калифорния, намереваясь стать морским биологом. Бринкман планировала получить докторскую степень в институте, но ей запретили её получить, когда выяснилось, что она включила в программу своих исследований в SeaWorld изучение языка дельфинов, нарушив разрешение института, который дал ей допуск только к изучению зрения тюленей. Несмотря на это, позже ей была присвоена почетная докторская степень.

### Начало модельной и кинокарьеры
В 1980 году Шарлин вышла замуж за художника комиксов Дейва Стивенса с которым они познакомились ещё в колледже и взяла его фамилию, вместе они переехали в Лос-Анджелес и она послужила моделью для персонажа Бетти в серии комиксов Стивенса The Rocketeer. После развода супругов в 1981 году, после полугода проведенного в браке, Стивенс не найдя работы в области биологии, начала подрабатывать в кино. Фотограф Дэн Голден увидел её фотографию с косплея и взял на небольшую роль в студенческом фильме Zyzak Is King (1980); позже он также сфотографировал её для обложки первого номера журнала Femme Fatales (1992). Выходя из модельного агентства, Стивенс остановилась у двери офиса, чтобы посмотреть на постеры фильмов, которые висели на стенах. Владелец офиса, Джейкоб Бресслер, сказал ей войти и попросил портфолио. На основании этого портфолио он пригласил её на неуказанную в титрах роль в фильме «...все куколки» (1981). С этого момента она начала работать статисткой в кино. Первой относительно крупной ролью Стивенс стала Линда Доун Грант в фильме «Кровавая вечеринка» (1982), которую она повторила в «Резне болельщиц» (2003). В 1993 году пробовалась на одну из ролей в фильм «Чернокнижник: Армагеддон».
Стивенс снялась более чем в 100 художественных фильмах, преимущественно в жанрах ужасов, научной фантастики и фэнтези. Она получила известность как «королева крика».
Помимо актёрской деятельности, Стивенс является соавтором нескольких сценариев, сопродюсером двух документальных фильмов и декоратором. Она стала соавтором фильма «Юный экзорцист» (1991), в котором также снялась.
Стивенс фигурирует в романе ужасов Bad Moon Rising, третьей части трилогии Джонатана Мейберри Pine Deep, вместе с Джимом О'Риром, Томом Савини и Дебби Рошон, книга была опубликована в 2008 году.
Стивенс снялась в документальном фильме 2009 года «Довольно кроваво: Женщины в ужасах» (2009) и в ремейке «Умри, сестра, умри!» 2013 года. Вместе с постоянными коллегами Линнеей Куигли и Мишель Бауэр Стивенс снялась в документальном фильме 2011 года «Крик на высоких каблуках: Взлёт и падение эпохи королевы крика» и его продолжении «Крик на высоких каблуках: Воссоединение».
Стивенс выступила рассказчиком ограниченной серии подкастов Sirius XM в 2021 году «Комик-Кон начинается: Истории происхождения Комик-Кона в Сан-Диего и становления современного фэндома».

## Избранная фильмография
| - 1972 — Некромантия / Necromancy — участница Чёрного шабаша (в титрах указана как Беринка Стивенс (англ. Berinka Stevens)) - 1982 — Кровавая вечеринка / The Slumber Party Massacre — Линда - 1984 — Единственный выживший / Sole Survivor — Дженнифер - 1984 — Двойник тела / Body Double — девушка в ванной - 1987 — Девушки-рабыни из бесконечности / Slave Girls from Beyond Infinity — Шала - 1988 — Студентки в кегельбане беса / Sorority Babes in the Slimeball Bowl-O-Rama — Таффи - 1988 — Бабушкин дом / Grandmother’s House — женщина - 1989 — Поворот на Трансильванию / Transylvania Twist — Бетти Лу - 1990 — Плохие девчонки с Марса / Bad Girls from Mars — Майра - 1991 — Юный экзорцист / Teenage Exorcist — Диана - 1992 — Манчи / Munchie — участница муз. группы - 1995 — Джек тыквенная голова / Jack-O — ведьма - 1995 — Мамочка / Mommy — Бет - 2005 — Голый монстр / The Naked Monster — доктор Никки Карлтон - 2008 — Брайан любит тебя / Bryan Loves You — медсестра - 2009 — Резня в летнем лагере Цезаря и Отто / Caesar and Otto’s Summer Camp Massacre — Саши - 2012 — Лето резни / The Summer of Massacre — миссис Уильямс - 2012 — Смертельное Рождество Цезаря и Отто / Caesar and Otto’s Deadly Xmas — Саши - 2014 — Ученики / Disciples — Татьяна Аграт-Бат-Махлат - 2017 — Адам К / Adam K — миссис Крауль - 2017 — Дом смерти / Death House — доктор Бэнкс - 2019 — Кровавая гора / Eminence Hill — Вильгельмина | - 1988 — Сказки Тёмной стороны / Tales from the Darkside — Синди (в эпизоде Basher Malone) - 1994 — Гарфилд и его друзья / Garfield and Friends — разные роли (в 2 эпизодах) - 1988 — Кошмарные сёстры / Nightmare Sisters — Марси - 1990 — Главарь мафии / Mob Boss — Сара - 2002 — Кровопускание / Bleed — Филлис Паттерсон - 2003 — Резня болельщиц / Cheerleader Massacre — Линда - 2003 — Зомбигеддон / Zombiegeddon — Лора Рейнольдс - 2004 — Вампиры против зомби / Vampires vs. Zombies — полицейский - 2005 — Октябрьская луна / October Moon — Нэнси - 2010 — Психо: Наследие / The Psycho Legacy — в роли самой себя - 1981 — Калифорнийские куколки / …All the Marbles — массовка - 1983 — Частная школа / Private School — школьница - 1983 — Сёрфинг 2 / Surf II — студентка - 1984 — Эммануэль 4 / Emmanuelle 4 — «девушка мечты» - 1984 — Это — Spinal Tap! / This Is Spinal Tap — подружка - 1984 — Дикие улицы / Savage Streets — студентка в душе - 1984 — Сексуальные движения / Hot Moves — обнажённая девушка, бегущая по пляжу / девушка, читающая книгу - 1986 — Психо 3 / Psycho III — «двойник» Дайаны Скаруид - 1986 — Три амиго / Three Amigos — актриса в немом кинофильме - 1988 — Голый пистолет / The Naked Gun — брюнетка в душе - 1989 — Призрак супермаркета: Месть Эрика / Phantom of the Mall: Eric’s Revenge — девушка в раздевалке - 1991 — Юный экзорцист / Teenage Exorcist — сценаристка |